# Sân bay Opuwo
Sân bay Opuwo (IATA: OPW, ICAO: FYOP) là một sân bay ở Opuwo, Namibia.